# Універсальна інвестиційна група
Універса́льна інвестиці́йна гру́па (УІГ) або Universal investment Group (UIG) — холдингова компанія, яка координує низку бізнес-проектів в Україні. Створена у 1997 році ліхтенштейнською інвестиційною компанією «Financial&Investment Energy Holding Establishment» (FIEH). Головний офіс розташований у м. Львів.

## Історія
У 1995 році в Стрию було створене АТ «Галнафтогаз», яке у 1996 переїхало до Львова. Компанія була одним з найбільших нафтотрейдерів в Україні.
1997 року в Князівстві Ліхтенштейн було засновано інвестиційну компанію «Financial&Investment Energy Holding Establishment» (FIEH), президентом якої став Маркус Бюхель, екс-прем’єр-міністр Князівства. 1998 року FIEH стає акціонером ВАТ «Іванофранківськнафтопродукт», ВАТ «Закарпатнафтопродукт-Ужгород» та ВАТ «Закарпатнафтопродукт-Хуст», з яких 2001 року було створено ВАТ «Концерн Галнафтогаз». 
Позитивний досвід роботи в нафтопродуктовій сфері сприяв тому, що від 1998 року FIEH розробляє стратегію інвестування в інші сегменти української економіки. Від 1999 року Група започаткувала свою діяльність у страховому бізнесі, придбавши контрольний пакет Вінницької страхової компанії «Поділля». Згодом було прийнято рішення придбати ще три страхові компанії, які на той час були лідерами ринку «зеленої карти» в Україні: Ужгородську СК «Карпати», Тернопільську «Терен» та Чернігівську «Саламандру-Десну». Через злиття та приєднання цих компаній 2002 року було створено ВАТ «Універсальна».
На початку 2000 року було придбано контрольний пакет акцій невеликого Тернопільського банку «Євроцентр», який мав філії у Львові та Хмельницьку. 2001 року  було прийнято рішення перенести головний офіс банку до Львова та змінити його назву на «Банк Універсальний». За 4 роки діяльності, Банк розвинувся і в рейтингу банків АУСБ вийшов на 68 позицію. 18 липня 2006 року 99,34% акцій банку придбав EFG Eurobank (Швейцарія).
2000 року група інвестувала в кілька регіональних підприємств хлібної галузі, придбавши пакети їхніх акцій. На базі одного з них — ВАТ «Львівський хлібзавод №5» — 2003 року утворився «Концерн Хлібпром». Сьогодні «Концерн Хлібпром» — це Компанія, що динамічно розвивається і має свої підприємства у Львівській, Вінницькій, Івано-Франківській, Рівненській та Черкаській областях. Компанія розвиває фірмову мережу продовольчих крамниць формату «convenient store»  торгової марки «Хлібна хата». Власна роздрібна мережа Компанії у регіонах налічує понад 100 магазинів. Компанія займає 7% національного ринку хлібопродуктів.
Маючи позитивний досвід промислового будівництва, зокрема в розбудовуванні мережі АЗК «ОККО», а також частки в будівельних компаніях «Прогрестехбуд» та «Вінницька будівельна компанія», керівництво Групи вирішило розширювати бізнес. 2002 року було створену будівельну компанію «Ваш дім».
У січні 2003 року було створене ЗАТ «Агентство економічної безпеки «ЕФОРТ». Сьогодні «Ефорт» успішно працює на ринку, надаючи якісні послуги понад 500 юридичним та фізичним особам.
2005 року було підтримано ініціативу кількох науковців щодо налагодження виробництва бурових розчинів для бурових робіт та будівельної хімії. В результаті було створено компанії «Український полімер» та «Лінкс лабораторії». У Стрию готується до введення в експлуатацію новозбудований завод з виробництва будівельної хімії.
Група 2005 року інвестувала у створення «Лізингової компанії «Універсальна». Сьогодні компанія активно розвивається, пропонуючи послуги з фінансового та оперативного лізингу.
Найновішими проектами Універсальної інвестиційної групи є:
- «Терін», що займається розвитком в Україні мережі французьких ресторанів швидкого обслуговування. Перші ресторани «A la minute» вже запрацювали в мережі АЗК «ОККО».
- «Агентство цільових комунікацій», рекламна агенція, основою діяльності якої є розміщення рекламних матеріалів на площах мережі автозаправних комплексів «ОККО» та мережі продовольчих крамниць «Хлібна хата».

Сьогодні[коли?] Група координує діяльність усіх цих компаній через представництво в наглядових радах, а також, надає консалтингові послуги, зокрема проводить аналітичні дослідження з макроекономіки та галузеві дослідження в Україні і проводить оцінку інвестиційної привабливості проектів.
У 2021 червні, як повідомили в ДПС, Універсальна інвестиційна група не виплатила до бюджету близько 2,5 млрд грн.

## Структура групи
- Концерн «Галнафтогаз», (володіє мережею АЗС ОККО, ресторанів A la minute, Pasta Mia, магазинів Tobi)
- Логістична Компанія «Універсальна»
- Концерн «Хлібпром»
- Девелоперська компанія ТОВ «Технопарк ЛЗТА»
- Девелоперська компанія ТОВ «Прогрестехбуд»
- Житлово-будівельна компанія ТОВ «Ваш дім»
- Компанія «Лінкс лабораторії»
- Страхова компанія «Універсальна»
- Охоронне підприємство Агентство економічної безпеки «Ефорт»

## Колишні компанії групи
- «Універсал Банк» — у 2006 році УІГ продала Universal Bank грецькому Eurobank EFG[4]